# For You (BTS)
For You è un singolo del gruppo musicale sudcoreano BTS, pubblicato il 17 giugno 2015 come primo estratto dal terzo album in studio Youth.

## Descrizione
For You è il primo inedito in giapponese dei BTS ed esplora il tema dell'amore a distanza. Il singolo è stato pubblicato in tre versioni: regolare (solo CD), limitata A (CD+DVD contenente i dietro le quinte del servizio fotografico per il libretto e del tour giapponese Wake Up: Open Your Eyes) e limitata B (CD+DVD contenente le esibizioni live dal tour giapponese Wake Up: Open Your Eyes di War of Hormone e N.O). Mentre tutte le versioni presentano come lato B la versione giapponese di War of Hormone, Let Me Know è inclusa solo nell'edizione regolare.

## Esibizioni dal vivo
L'uscita del singolo è caduta nel periodo dell'anniversario del debutto in Giappone del gruppo, perciò sono stati organizzati due mini-concerti gratuiti il 20 giugno a Tokyo e il 21 giugno a Osaka per 20.000 persone.

## Video musicale
Il video musicale è stato caricato online il 4 giugno 2015. Una seconda clip mostrante solo la coreografia del brano è stata pubblicata il 16 giugno successivo.

## Tracce
1. For You – 4:45 (Uta, Hiro, Rap Monster, Suga, J-Hope, Pdogg)
2. War of Hormone (versione giapponese, ホルモン戦争 (Horumon sensō?)) – 4:28 (Pdogg, Supreme Boi, Rap Monster, Suga, J-Hope)
3. Let Me Know (versione giapponese) – 4:16 (Suga, Pdogg, Rap Monster, J-Hope)

## Formazione
Crediti tratti dalle note di copertina del singolo.
Gruppo
- Jin – voce
- Suga – rap, scrittura (tutte le tracce), produzione (traccia 3), tastiera (traccia 3), sintetizzatore (traccia 3), arrangiamento voci e rap (traccia 3)
- J-Hope – rap, scrittura (tutte le tracce)
- Rap Monster – rap, scrittura (tutte le tracce)
- Park Ji-min – voce
- V – voce
- Jeon Jung-kook – voce, ritornello (tutte le tracce)

Produzione
- Grecco Buratto – chitarra (traccia 2)
- DJ Daishizen – scratch (traccia 2)
- DJ Snatch – scratch (traccia 2)
- D.O.I – missaggio (traccia 1)
- Hiro – scrittura (traccia 1)
- Bob Horn – missaggio (traccia 2)
- Hum – produzione (traccia 1)
- KM-Markit – testo in giapponese (tutte le tracce), direzione voci e rap (tutte le tracce)
- Ken Lewis – missaggio (traccia 3)
- Pdogg – scrittura (tutte le tracce), arrangiamento voci e rap (tutte le tracce), direzione voci e rap (tutte le tracce), programmazione aggiuntiva (traccia 1), produzione (tracce 2-3), tastiera (tracce 2-3), sintetizzatore (traccia 2), registrazione (traccia 2)
- Ryu Hyun-woo – chitarra (traccia 3)
- Slow Rabbit – direzione voci e rap (tutte le tracce), registrazione (traccia 2), arrangiamento voci (traccia 3)
- Supreme Boi – scrittura (traccia 2), arrangiamento rap (traccia 3)
- Uta – scrittura (traccia 1), arrangiamento voci e rap (traccia 1), tutti gli strumenti (traccia 1)

## Successo commerciale
For You è arrivato al primo posto della classifica giapponese giornaliera Oricon con 42 611 copie vendute. È stato in vetta anche alla classifica settimanale con 72 148 copie, e quarto in quella di giugno con 73 270 copie. In seguito è stato certificato disco d'Oro dalla RIAJ.

## Classifiche
| Classifica (2015) | Posizione massima |
| ----------------- | ----------------- |
| Giappone          | 1                 |